# Паоло Андреані
Паоло Андреані (італ. Paolo Andreani; 27 травня 1763, Мілан — 11 травня 1823, Ніцца) — італійський мандрівник і дворянин, який здійснив перший політ на повітряній кулі в Італії. У 1790 році провів серію мандрівок навколо Великих озер у Північній Америці, під час яких дослідив і описав життя місцевих корінних племен та індіанців.

## Життєпис

### Дитинство і юність
Паоло Андреані народився 27 травня 1763 року у Мілані, Італія. Його батько Джованні П’єтро Паоло Андреані (1705-1772) мав дворянський титул графа. Матір Паоло, Клементина Сормані (1733-1763),  померла під час пологів народжуючи його. Їй було лише тридцять років. Паоло мав двох старших сестер та брата Джан Маріо (1760-1830), який був лише на три роки старшим і з яким він був особливо близький. Коли Паоло виповнилось  дев'ять років помер його батько і він прийняв титул графа у спадок.
В юному віці Паоло серйозно захопився поезією і коли йому виповнилось 15 років став членом популярної у ті часи в Італії Літературної академії «Аркадія». У 1799 році брат Паоло купив віллу «Сормані» («Villa Sormani») в селі Бругеріо і вони переїхали жити в неї. В цей час Паоло Андреані змінив захоплення поезією на заняття наукою і став проводити свої експерименти й досліди на віллі брата. Згодом, він дізнався про аеронавтику і став читати всі новини пов'язані із першими спробами польотів.

### Польоти на повітряних кулях

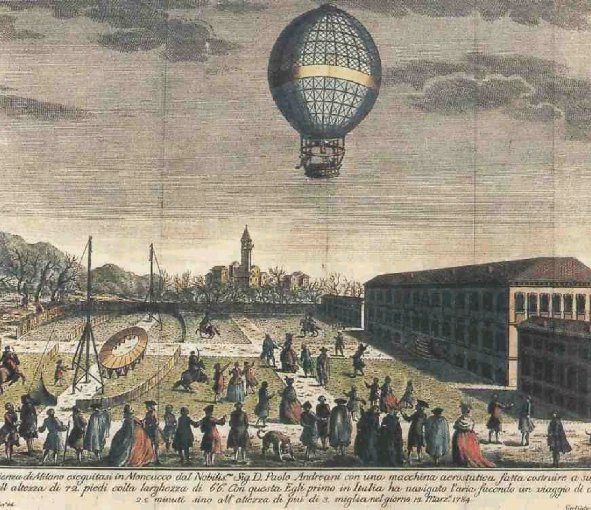
Граф Паоло Андреані та брати Герлі здійснюють політ на повітряній кулі біля вілли «Сормані» («Villa Sormani») в Бругеріо, 1784 рік.

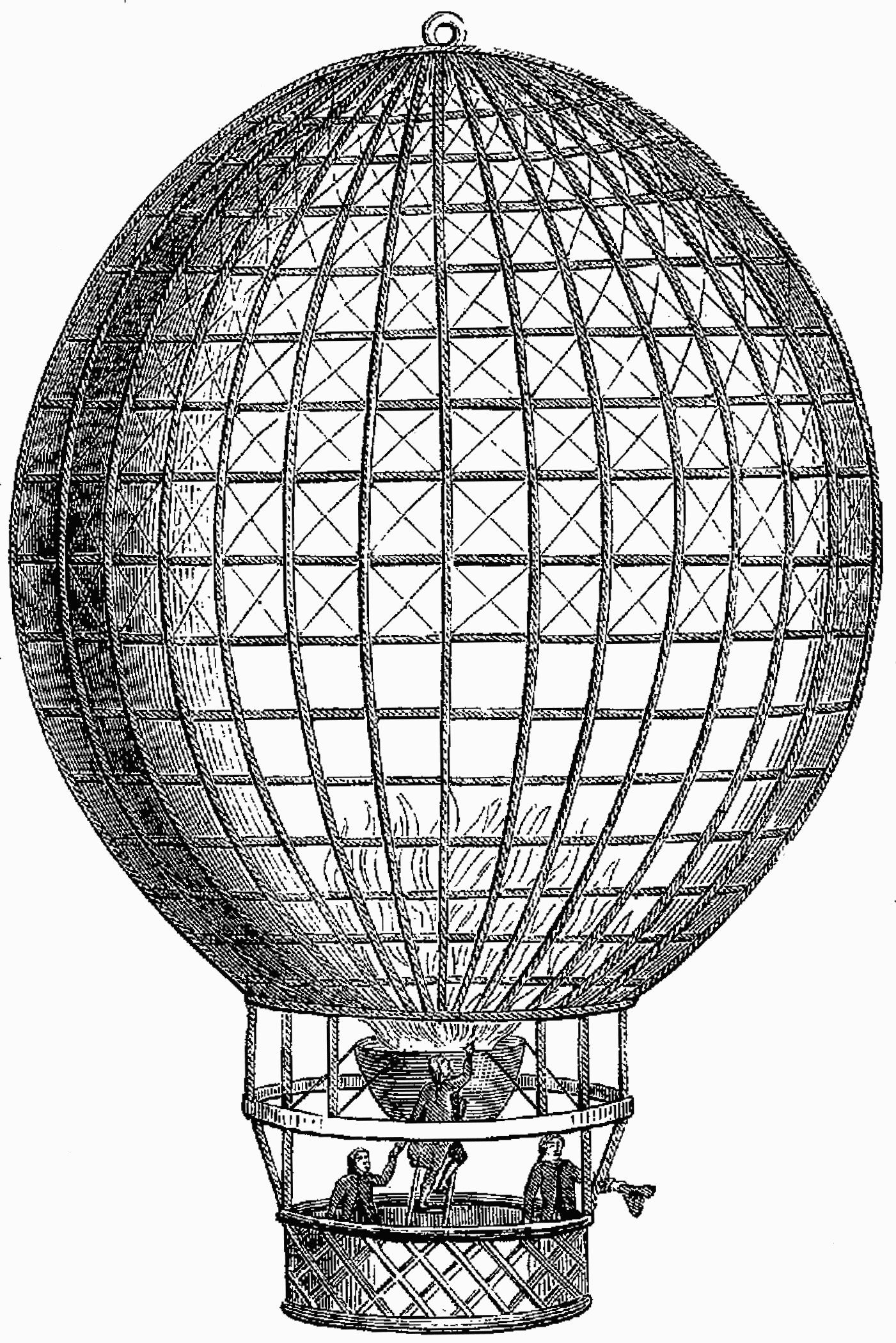
Повітряна куля конструкції братів Герлі, на якій здійснював свої польоти граф Паоло Андреані, 1784 рік.

На початку 1784 року двадцятилітній Паоло Андреані дізнався з новин про перші успішні польоти повітряної кулі братів Монгольф'є в Анноне і Парижі. Він одразу захотів здійснити подібний політ в Мілані і звернувся до трьох братів Агостіно, Карло та Джузеппе Герлі. Брати були відомими винахідниками й архітекторами і одними з перших в Італії створили невелику безпілотну повітряну кулю й відправили її в політ у Мілані 19 січня 1784 року.  Паоло Андреані був присутній на цьому показовому польоті братів Герлі й після нього, запропонував їм ідею збудувати велику повітряну кулю, яка зможе підняти в повітря одразу трьох пасажирів. Брати Герлі погодились і вже наприкінці січня 1784 року вони уклали і підписали з графом контракт про будівництво літального апарата.
Повітряна куля була побудована всього за 24 дні, мала приблизно 23 метри в діаметрі. Її оболонка мала ідеально сферичну форму і була створена із полотняної тканини, яку спеціально замовили в Німеччині. Оболонку кулі покрили папером зсередини та помістили у сітку, яка з'єднувала її з плетеною гондолою кулі. Для нагрівання повітря всередині оболонки, паливом використовувалися березові дрова і суміш спирту, скипидару та інших інгредієнтів. В гондолі помістили невеликий стіл на якому, за бажанням, можна було розмістити географічні карти, компас, барометр і подібні прилади.  
Коли куля була готовою до польотів 20 лютого 1784 року її разом з усім обладнанням було перевезено на віллу в Монкукко, де проживав Паоло Андреані і якою володів його старший брат. В просторому саду вілли було споруджено величезну дерев'яну сцену куди помістили кулю. 22 і 23 лютого брати Герлі і Паоло Андреані здійснили перші спроби польоту, але вони були невдалі через занадто сильні вітри та постійні проблеми із підготовкою кулі до старту. 
Перший їх вдалий політ відбувся 25 лютого 1784 року. Куля піднялась на кілька десятків метрів над землею. В її гондолі перебував сам граф Паоло Андреані та Карло і Агостіно Герлі. Куля пролетіла лише чверть милі і приземлилась на поодиноке дерево в полі біля містечка Монца. Оболонка кулі заплуталась в гілках дерева і була трохи пошкоджена. Повітряну кулю того ж вечора повернули на віллу графа Андреані, де її зустріли дуже задоволені декілька сотень глядачів, які спостерігали за цим першим її польотом. Захоплений цим успіхом граф Андреані вирішив, що її наступний політ буде публічним, із великою кількістю глядачів.